# بئر الحطيئة
بئر الحطيئة أحد المواقع الأثرية التاريخية الواقعة في الزلفي وسط المملكة العربية السعودية.

## التاريخ
الحطيئة هو أبو مليكة جرول بن أوس بن مالك العبسي، شاعر مخضرم أدرك الجاهلية، وأسلم في عهد أبي بكر الصديق. عُرف بالهجاء وسلاطة اللسان. موطنه في إقليم سدير على وادي مرخ. ولا تزال بئر الحطيئة موجودة في الجنوب الشرقي من بلدة الغاط إلى هذا التاريخ وعلى مسافة 19 كيلا شمال المجمعة، وتعرف عند سكان المنطقة بالحطية نسبة للحطيئة، ويوجد بالقرب من البئر أطلال لمبان قديمة تنبئ عن كون هذا الموقع مأهولا في ذلك العصر، الموقع به مورد ماء وآثار منازل، ويقال أن به قبر الحطيئة. يسميه البعض حطابة أو الطحية، ويعود تاريخ هذا البئر إلى حوالي 1400 عام.